# Sunnegga

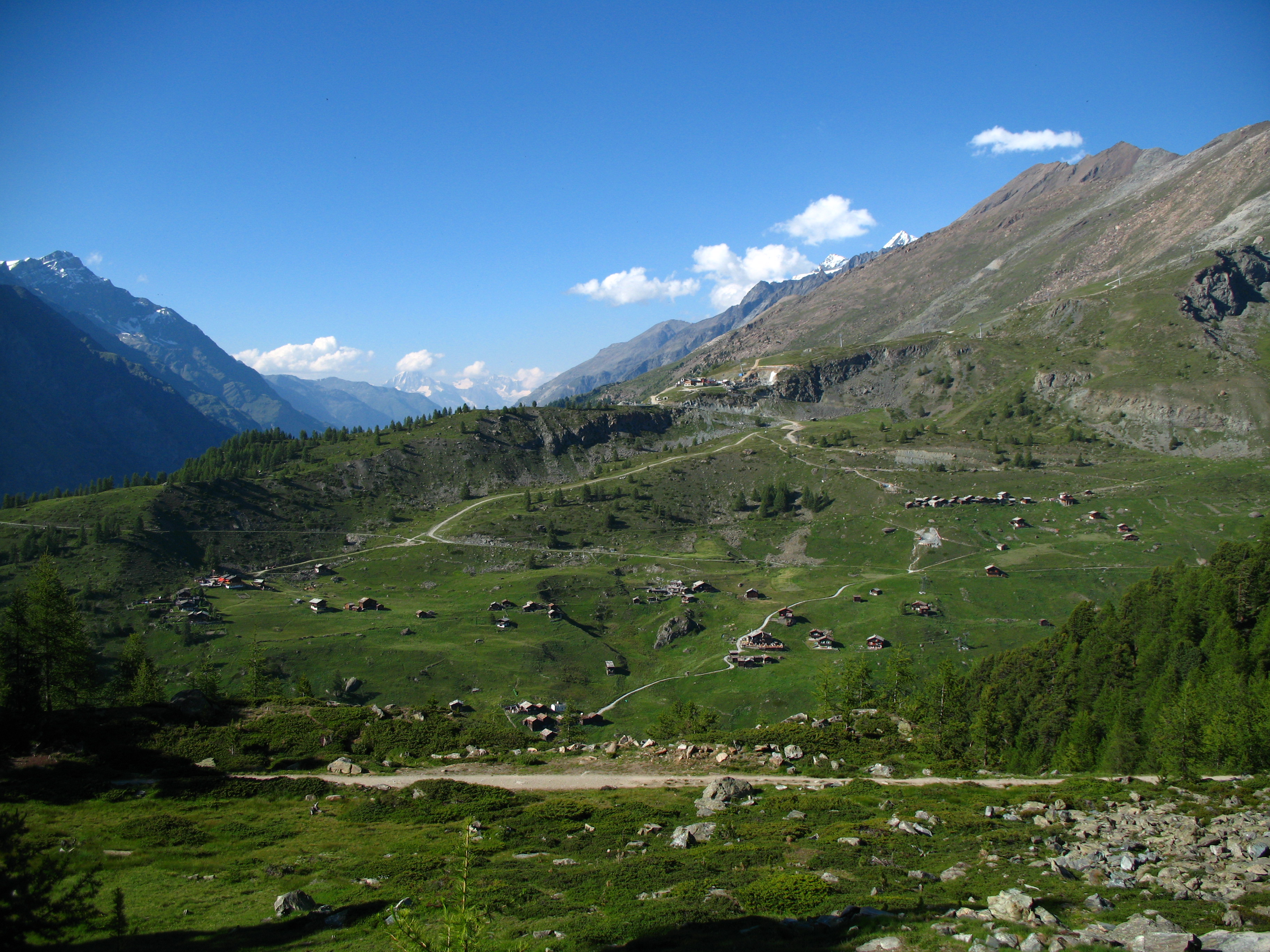
Blick vom Breitboden auf Findeln und Sunnegga

Sunnegga ist ein Alpgebiet im Schweizer Kanton Wallis, ca. 2 Kilometer östlich oberhalb von Zermatt gelegen.
Die Alp Sunnegga (hochdeutsch „Sonnenecke“) liegt auf 2280 m ü. M. auf einer Geländeterrasse und wird vom Zermatter Tourismus als Sunnegga paradise vermarktet. Sunnegga ist der Ausgangspunkt vieler Wanderungen im Sommer und wichtiger Knotenpunkt von Pisten im Winter.
Sie kann von Zermatt mit einer unterirdischen Standseilbahn (Métro) durch den Sunneggatunnel und von Findeln mit einer Sesselbahn erreicht werden. Von Sunnegga führt eine Gondelbahn nach Blauherd, von wo man das Unterrothorn erreichen kann.